# Odisei Manole
Odisei Manole (n. 28 mai 1959) este un deputat român în legislatura 1996-2000, ales în județul Galați pe listele partidului PNȚCD.